# Vojvoda
Vojvoda (bulgariska: Войвода) är ett distrikt i Bulgarien.   Det ligger i kommunen Obsjtina Novi Pazar och regionen Sjumen, i den nordöstra delen av landet, 300 km öster om huvudstaden Sofia.
Trakten runt Vojvoda består till största delen av jordbruksmark. Runt Vojvoda är det ganska tätbefolkat, med 100 invånare per kvadratkilometer.